# Paul Rhys
Paul Rhys (n. 19 decembrie 1963, Neath⁠(d), Țara Galilor, Regatul Unit) este un actor galez de film, teatru și televiziune. În 1992 a interpretat rolul lui Sydney Chaplin în  filmul biografic Chaplin.

## Filmografie

### Film
| An   | Titlu | Rol                           | Note                                   |
| ---- | --- | ----------------------------- | -------------------------------------- |
| 1986 | Absolute Beginners | Dean Swift                    |                                        |
| 1987 | Lionheart | Mayor of the Underground City |                                        |
| 1987 | Little Dorrit | Charles Stiltstalking         |                                        |
| 1989 | Spirit | Douglas Rimmer                |                                        |
| 1990 | Vincent & Theo | Theo van Gogh                 |                                        |
| 1991 | ru⁠(Becoming Colette)[Colette&page=%D0%9E%D0%B1%D1%80%D0%B5%D1%82%D0%B0%D1%8F+%D1%81%D0%B5%D0%B1%D1%8F&targettitle=ru traduceți] | Chapo                         |                                        |
| 1992 | Rebecca's Daughters | Anthony Raine                 |                                        |
| 1992 | Chaplin | Sydney Chaplin                |                                        |
| 1992 | Nina Takes a Lover | Photographer                  |                                        |
| 1999 | Love Lies Bleeding | Dr. Jonathan Stephens         |                                        |
| 1999 | The Strange Case of Delphina Potocka or The Mystery of Chopin                                                                   | Frédéric Chopin               |                                        |
| 2001 | From Hell | Dr. Ferral                    |                                        |
| 2002 | Food of Love | Richard Kennington            |                                        |
| 2003 | Vacuum | Adam                          | Scurtmetraj                            |
| 2003 | Y Mabinogi | Lord Pwyll                    | Voce                                   |
| 2003 | The Deal | Peter Mandelson               |                                        |
| 2005 | Hellraiser: Deader | Winter                        | Direct-to-video                        |
| 2007 | Unknown Things | Hoogstraten                   |                                        |
| 2011 | Eliminate: Archie Cookson | Archie Cookson                | BIFFF Thriller Prize - Special Mention |

### Televiziune
| An      | Titlu                        | Rol                  | Note                                                     |
| ------- | ---------------------------- | -------------------- | -------------------------------------------------------- |
| 1987    | My Family and Other Animals  | George               |                                                          |
| 1988    | Tumbledown                   | Hugh MacKessac       | Film TV                                                  |
| 1988    | The Heroes                   | Ivan Lyon            |                                                          |
| 1990    | Screen Two                   | Amable Massis        | Series 7, Episode 5: "102 Boulevard Haussmann"           |
| 1990    | Opium Eaters                 | Thomas De Quincey    | Film TV                                                  |
| 1992    | Chillers                     | Adam Marshall        | Series 1, Episode 9: "A Bird Poised to Fly"              |
| 1993    | Gallowglass                  | Sandor               |                                                          |
| 1994    | The Healer                   | Dr. John Lassiter    | Film TV; BAFTA Cymru Award for Best Actor                |
| 1994    | A Summer's Day Dream         | Christopher          | Film TV                                                  |
| 1995    | Ghosts                       | Captain Peter Buckle | Series 1, Episode 2: "Blood and Water"                   |
| 1995    | The Haunting of Helen Walker | Edward Goffe         | Film TV                                                  |
| 1996    | Kavanagh QC                  | Sam Wicks            | Series 2, Episode 6: "Job Satisfaction"                  |
| 1997    | A Dance to the Music of Time | Charles Stringham    |                                                          |
| 1998    | Performance                  | Edgar                | King Lear                                                |
| 2000    | Randall & Hopkirk (Deceased) | Douglas Milton       | Series 1, Episode 4: "Paranoia"                          |
| 2000    | I Saw You                    | Ben Walters          | Film TV                                                  |
| 2000    | Anna Karenina                | Nikolai              |                                                          |
| 2001    | The Innocent                 | David Pastorov       | Television film                                          |
| 2001    | The Cazalets                 | Rupert Cazalet       |                                                          |
| 2002    | I Saw You                    | Ben Walters          |                                                          |
| 2002    | The Lives of Animals         | John                 | Television film                                          |
| 2003    | Murder in Mind               | Matthew Hopkins      | Series 3, Episode 1: "Echoes"                            |
| 2005    | Timewatch                    | Cicero               | Episode: "Murder in Rome"                                |
| 2005    | Beethoven                    | Ludwig van Beethoven |                                                          |
| 2006    | The Ten Commandments         | Ramesses II          |                                                          |
| 2008    | Bonekickers                  | Edward Laygass       | Series 1, Episode 1: "Army of God"                       |
| 2008    | Agatha Christie's Poirot     | Robin Upward         | Series 11, Episode 1: "Mrs McGinty's Dead"               |
| 2008    | Spooks                       | Alexis Meynell       | Series 7, Episode 5                                      |
| 2009    | The Queen                    | Prince Charles       | Series 1, Episode 4: "The Enemy Within"                  |
| 2010    | Being Human                  | Ivan                 | 5 episodes                                               |
| 2010    | Luther                       | Lucien Burgess       | Series 1, Episode 3                                      |
| 2010    | New Tricks                   | Sebastian Carter     | Series 7, Episode 1: "Dead Man Talking"                  |
| 2010    | When Harvey Met Bob          | Paul McCartney       | Television film                                          |
| 2010    | Agatha Christie's Marple     | Lewis Pritchard      | Series 5, Episode 3: "The Blue Geranium"                 |
| 2011    | Murdoch Mysteries            | Dr. Llewllyn Francis | 3 episodes                                               |
| 2011    | Moving On                    | Andy                 | Series 3, Episode 4: "Donor"                             |
| 2011    | Great Expectations           | Compeyson/Denby      |                                                          |
| 2013–14 | Borgia                       | Leonardo da Vinci    | 6 episodes                                               |
| 2013–15 | Da Vinci's Demons            | Vlad the Impaler     | 4 episodes                                               |
| 2014    | The Assets                   | Aldrich Ames         |                                                          |
| 2015–17 | TURN                         | George III           | 3 episodes                                               |
| 2015    | Casanova                     | Count of St. Germain | Television film                                          |
| 2016    | Victoria                     | Sir John Conroy      | 3 episodes                                               |
| 2017    | Rellik                       | Patrick Barker       | 3 episodes                                               |
| 2018    | Lore                         | Philip Smith         | Series 2, Episode 5: "Mary Webster: The Witch of Hadley" |

### Teatru
| An        | Titlu                         | Rol               | Note                                                       |
| --------- | ----------------------------- | ----------------- | ---------------------------------------------------------- |
| 1983      | Bouncers                      | Ralph             | Yorkshire Actors                                           |
| 1984      | A Woman of No Importance      | Gerald Arbuthnot  | Glasgow Citizens Theatre                                   |
| 1985      | La Vie parisienne             | Milord            | Glasgow Citizens Theatre                                   |
| 1986      | The Orphan                    | Polydore          | Greenwich Theatre                                          |
| 1986      | The Merchant of Venice        | Lorenzo           | Royal Shakespeare Company                                  |
| 1986      | Much Ado About Nothing        | Claudio           | Royal Shakespeare Company                                  |
| 1987      | Ghetto                        | Solomon           | Riverside Studios                                          |
| 1988      | The Government Inspector      | Khlestakov        | Compass Theatre                                            |
| 1990      | Bent                          | Rudy              | Royal National Theatre                                     |
| 1994      | Design for Living             | Leo               | Donmar Warehouse                                           |
| 1995–96   | Long Day's Journey Into Night | Edmund            | Young Vic                                                  |
| 1997      | King Lear                     | Edgar             | Royal National Theatre; Nominated — Laurence Olivier Award |
| 1997      | The Invention of Love         | Houseman          | Royal National Theatre                                     |
| 1999–2000 | Hamlet                        | Hamlet            | Young Vic; Barclays Theatre Award                          |
| 2004      | Measure for Measure           | Angelo            | Royal National Theatre; Critics' Circle Theatre Award      |
| 2005      | Paul                          | Paul              | Royal National Theatre                                     |
| 2012      | The Master and Margarita      | Woland/The Master | Barbican Theatre                                           |
| 2016      | Uncle Vanya                   | Uncle Vanya       | Almeida Theatre                                            |